# Zawadka Brzostecka
Zawadka Brzostecka is een dorp in de Poolse woiwodschap Subkarpaten. De plaats maakt deel uit van de gemeente Brzostek en telt 350 inwoners.